# Fernand Oury
Fernand Oury (La Garenne-Colombes, 18 de janeiro de 1920 - Blois, 19 de fevereiro de 1997) foi um educador e pedagogo francês. Como pedagogista pode ser considerado o criador do conceito de pedagogia institucional.

## Conceitos
Professor primário atuante em setor de periferia urbana parisiense, começou a exercer suas atividades aos dezenove anos. Tendo percebido as diferenças entre os alunos, defrontou-se com o desafio de apoiar a todos no seu crescimento, escapando da prática de rotulá-los entre "bons" e "maus" alunos.
Essa busca levou bem uma dezena de anos, até que, sendo judoca, refletiu: sobre o tatami há pessoas que trabalham, que disputam, que lutam, que aprendem, embora estando em níveis diferentes de domínio da arte. Havia, num mesmo lugar, pessoas fazendo coisas diferentes, sendo cada nível de competência ou de habilidade marcado por uma faixa de cor diferente. As faixas servem para indicar o nível de cada qual, situar cada qual dentro do grupo e indicar o caminho a percorrer para mudar de faixa, superando os níveis anteriores.
A partir dessa constatação, teve a ideia de transpor a sistemática para a sala de aula: não a luta, por certo, mas a indicação do nível de desenvolvimento de cada qual dos estudantes por meio de faixas. Criou, assim, uma pedagogia diferenciada, facultando a cada qual trabalhar a partir de seu nível e segundo seu ritmo. Um trabalho pedagógico "sob medida", como preconizaram outros pedagogos (v. Edouard Claparede).
Complementarmente, ao manter contato com Celestin Freinet, teve a ideia de apropriar-se das "técnicas" por este inventadas, e aplicá-las em sua sala de aula, agora em meio urbano. Incorpora, então, a correspondência interescolar, o jornal escolar, a imprensa na escola, as aulas-passeio-investigação, entre outras (v. Celestin Freinet) e, sobretudo, dá uma maior dimensão ao Conselho de classe. Para ele a "instituição" é um sistema de regras elaborado e internalizado pelos alunos para regular a vida em comum na classe, na escola, permitindo ordenar a vida coletiva, substituindo o caos e as relações de força por um sistema simbólico carregado de sentido para todos e cada qual dos estudantes.
Este Conselho de Classe, por sua vez, é constituído pelos próprios estudantes, seguindo um ritual específico e segundo um calendário pré-estabelecido. Presidido por um aluno e secretariado por outro, mas acompanhado pelo professor que também integra o grupo-classe, é um tempo/espaço de avaliação da vida em comum na sala de aula, constituindo-se, segundo a expressão de F. Oury e Aida Vasquez, em olho, cérebro e coração do grupo-classe. Na expressão de Jacques Pain, amigo e companheiro de F. Oury, a Pedagogia Institucional, com suas técnicas ou seus dispositivos, pode ser sumarizada em torno de quatro "L":
- Lugar: cada qual tem seu espaço reconhecido, seu nome, sua identidade;
- Lei: no coletivo cada qual aprende a viver dentro de uma esfera simbólica, segundo regras de convivência que permitem superar o caos e aprendendo a compartilhar;
- Limite: cada qual tem seu espaço reconhecido e aprende a respeitar os espaços dos demais, respeitando os limites que a convivência requer;
- Linguagem: num tal contexto, todos têm direito à palavra e a participar das decisões, vivendo a liberdade de expressão num contexto de comunicação onde cada qual passa a "ex-sistir como sujeito", como pondera o pedagogo Francis Imbert.

Os méritos atribuídos a uma tal pedagogia são de ordem cognitiva (os alunos são desafiados a aprender, a se superararem num contexto de cooperação e de emulação, sem coerção) e de ordem comportamental (os estudantes aprendem a viver dentro de um contexto em que cada qual merece o devido respeito e, assim, as relações contribuem para manter um clima escolar protegido com um certo tipo de violência que nasce das dificuldades ou equívocos da comunicação pedagógica).